# Howard K. Beale
Howard Kennedy Beale (8 avril 1899 – 27 décembre 1959) est un historien américain. Il occupe plusieurs postes temporaires avant de devenir professeur d'histoire à l'Université de Caroline du Nord en 1935. Son élève le plus célèbre est C. Vann Woodward, qui adopte l'approche Beard-Beale de la reconstruction. Il entre à l'Université du Wisconsin en 1948, où il dirige de nombreuses thèses. Il est spécialisé dans l'histoire américaine des XIXe et XXe siècles, en particulier l'ère de la reconstruction, et dans la politique étrangère du début du XXe siècle. Il est un éminent défenseur des libertés civiles et un défenseur de la Liberté académique.

## Biographie
Howard Beale est né à Chicago de Frank A. et Nellie Kennedy Beale. En 1921, il obtient un diplôme de l'Université de Chicago. Il est titulaire d'une maîtrise et d'un doctorat de l'Université Harvard. Beale épouse Georgia Robison, une collègue universitaire, et a 3 fils : Howard Kennedy Beale Jr., Henry Barton Beale et Thomas Wight Beale. Quelques jours avant Noël 1959, Beale rédige un testament qui déshérite essentiellement son plus jeune fils, Thomas, alors âgé de dix ans, ce qui devient l'affaire "Succession de Beale", 15 Wis. 2d 546 (1962).

## Historien de la Reconstruction
Dans sa thèse de doctorat, achevée en 1924 sous la direction d'Edward Channing, Beale développe une nouvelle interprétation complexe de la reconstruction. L'interprétation dominante au cours des deux décennies précédentes est celle de l'école Dunning, selon laquelle des aventuriers sans scrupules du Nord, connus sous le nom de Carpetbaggers, manipulent le nouveau vote noir dans le Sud pour prendre le contrôle des gouvernements des États à leur propre avantage avec de la spéculation, et de la corruption. Les Freedmen (esclaves affranchis) ne sont que des pions entre les mains des Carpetbaggers.
Beale affirme que les Carpetbaggers eux-mêmes sont des pions entre les mains des industriels du Nord, qui sont les véritables méchants de la Reconstruction. Ces industriels ont pris le contrôle du pays pendant la guerre civile et ont mis en place des tarifs douaniers élevés pour protéger leurs profits, ainsi qu'un système bancaire national lucratif et un réseau ferroviaire alimenté par des subventions gouvernementales et des paiements secrets. Le retour au pouvoir des Blancs du Sud menacerait sérieusement tous leurs acquis, et il faut donc maintenir les ex-confédérés hors du pouvoir. L’outil utilisé par les industriels est la combinaison du Parti républicain du Nord et d’un soutien suffisant du Sud, utilisant les Carpetbaggers et les électeurs noirs. La rhétorique des droits civiques des Noirs et du rêve d’égalité est destinée à tromper les électeurs idéalistes. Beale appelleé cela du « claptrap ». Dans son chapitre « Claptrap and Issues », Beale affirme : « Les discussions constitutionnelles sur les droits des nègres, le statut des États du Sud, la position juridique des ex-rebelles et les pouvoirs du Congrès et du président n'ont rien déterminé. pure imposture",.
Le président Andrew Johnson a tenté, sans succès, de diminuer le poids des industriels. L'école Dunning a félicité Johnson pour avoir défendu les droits des hommes blancs dans le Sud. Beale ne publie sa thèse qu'en 1930, lorsque The Critical Year semble être largement reconnu par les chercheurs. Cependant, Charles A. Beard et Mary Beard ont déjà publié The Rise of American Civilization qui, sous une forme très abrégée, développe un thème similaire. Au lieu de se sentir éclipsé par les Beards, Beale se lie d'amitié avec eux et défend vigoureusement leur interprétation générale de l'histoire américaine. L'interprétation de Beard-Beale de la Reconstruction est connue sous le nom de « révisionnisme » et remplace l'école de Dunning pour la plupart des historiens jusque dans les années 1950,.
L’interprétation Beard-Beale des industriels monolithiques du Nord s’effondre dans les années 1950 lorsqu’elle est examinée de près par de nombreux historiens, dont Robert P. Sharkey, Irwin Unger et Stanley Coben. Ils démontrent de manière concluante qu’il n’y a pas de politique économique unifiée de la part du Parti républicain dominant, et qu’il n’y a pas de complot visant à utiliser la Reconstruction pour imposer une telle politique économique unifiée à la nation. De plus, la rhétorique en faveur des droits des affranchis n’est pas du baratin mais une philosophie politique profondément ancrée et très sérieuse.

## Politique étrangère et édition
Beale tourne son attention vers la politique étrangère dans les années 1940 et publie sa principale étude sur la politique étrangère de Theodore Roosevelt (les conférences Shaw sur l'histoire diplomatique données à l'Université Johns Hopkins). Beale, comme Beard, estime que les deux guerres mondiales sont des erreurs de la part des États-Unis et est fortement en désaccord avec l'interventionnisme et l'impérialisme de Theodore Roosevelt. Cependant, en écrivant la monographie de 600 pages, il change d’avis, estimant que Roosevelt avait une compréhension remarquablement profonde des affaires mondiales et qu’il pratiquait une diplomatie très prudente et très réussie. Beale s'est plaint du fait que Roosevelt était trop ambigu en matière de race et trop amical envers la Grande-Bretagne et le Japon.
Beale est un éditeur universitaire actif. Il édite les journaux d'Edward Bates (procureur général) et de Gideon Welles (secrétaire à la Marine), membres du cabinet d'Abraham Lincoln. Il édite un ouvrage commémoratif remarquable composé d'essais rédigés par d'éminents historiens en l'honneur de Charles Austin Beard. Beale a une influence sur le jeune William Appleman Williams de l'Université du Wisconsin.
En 1950, Beale se prononce contre l'appel de Conyers Read, président de la Société américaine d'histoire, à ce que les historiens soient enrôlés dans la lutte idéologique contre le totalitarisme.